# Adsztrátum
Az adsztrátum (< tudományos latin adstratum < ad- ’hozzá’ + sternere, stratum ’szór, terít, rétegez’) szakszó Matteo Giulio Bartoli olasz kutató révén került a nyelvészetbe, és legalább két értelmezése van.

## A történeti nyelvészetben
A történeti nyelvészetben egyik értelmezése szerint az adsztrátum azon idegen nyelvi elemek együttese, amelyek különféle utakon kerültek egy adott nyelvbe, miután az megalakult mint olyan. Konkrétan ezek azon különféle típusú jövevények, amelyeket az adott nyelv befogadott, főleg szavak, képzők és tükörfordítások. Az adsztrátum jelenléte vagy különböző nyelveket beszélő népességek földrajztudományi szomszédságának, vagy történelmi és politikai körülményeknek, vagy kulturális kapcsolatoknak tudható be.

## A történeti nyelvészetben és a szociolingvisztikában
Egy másik értelmezésben, amelyet a szociolingvisztika is átvett, az adsztrátum meghatározása különböző fölérendelt fogalmakkal, de hasonló tartalommal van meg. Egyes szerzők szerint az adsztrátum olyan interferencia, amely egymással kapcsolatban lévő vagy összekeveredő két nyelv között van. Mások nézetében az adsztrátum egy olyan nyelv vagy dialektus, amely egy másik, referenciaként szolgáló idiómát befolyásol. Megint mások szerint az adsztrátum azon nyelvi jelenségek együttese, amely egy bizonyos nyelv egy másikra való hatásának az eredménye. Az a közös ezekben a meghatározásokban, hogy történeti nézetben a kapcsolatban lévő nyelveket hosszú ideig együtt élő vagy szomszédos nyelvi közösségek beszélik. A kommunikációs eszközök fejlődése miatt az adsztrátum fogalma már nem feltételez szükségszerűen földrajzi közelséget, hanem olyan országok politikai, kulturális és gazdasági összekötöttségét is, amelyek nagyon távol is lehetnek egymástól.
Az adsztrátum fogalmával együtt a „szubsztrátum” és a „szupersztrátum” fogalmak is bekerültek a nyelvészetbe. A nyelvtörténetben ezek nyelv beolvadását is feltételezhetik a referenciaként tekintett nyelvbe, miközben az adsztrátum semleges kölcsönhatást feltételez, amellyel nem jár együtt sem etnikai asszimiláció, sem nyelv beolvadása egy másikba, hanem ezek tovább léteznek mint olyanok. Kölcsönös befolyásról van szó, még akkor is, ha a két befolyás súlya nem azonos. Olyan országban, amelyben van egy többségi nyelv, egy olyan kisebbség nyelve, amelyről az nem mond le, kevésbé hat az előbbire, mint fordítva.
Az adsztrátum típusú interferenciák ún. nyelvszövetséget (nyelvi uniót) eredményezhetnek. Ez olyan, nem rokon, vagy csak távoli rokon, de földrajzilag egymáshoz közel létező nyelvek csoportja, amelyek kölcsönhatások miatt közös vonásokat mutatnak. Ilyen például a balkáni nyelvi unió.

## Adsztrátumok példái
A világban számos adsztrátum típusú interferencia létezik, például az alábbi nyelvek között:
- a magyar nyelv és a Magyarországgal szomszédos országok többségi nyelvei;[13]
- a spanyol és a baszk;[10]
- a déli olasz és a görög;[10]
- a francia és a flamand;[4]
- a francia és az angol.[5]